# Hassen Doss
Hassen Doss est un chanteur d'opéra tunisien.

## Biographie
Originaire de Sousse, Hassen Doss devient guitariste dans un groupe de rock monté avec des amis puis commence le chant,. Fan d'artistes tels que Metallica ou Michael Jackson, il finit par s'orienter vers l'opéra, et ce grâce à Joël Heuillon et Henry Runey, deux chanteurs de passage en Tunisie.
En 2011, il reçoit le prix du jeune espoir » au douzième concours international de Vivonne, faisant de lui le premier chanteur d'opéra tunisien à obtenir son premier prix à l'étranger. Après avoir développé son style à l'Institut de musique de Sousse ainsi qu'à celui de Tunis, il se met à composer des musiques où se mélangent plusieurs styles.
En janvier 2014, il fait la couverture du magazine people Tunivisions.
En 2017, il sort son album Tayer et effectue une tournée entre juin et septembre, passant notamment par le Festival international d'Hammamet.
Le 10 août 2018, il se produit pour la première au Festival international de Carthage dans Carnaval, un spectacle de chants et de danse,. Il retourne sur la scène du théâtre de Carthage pour un deuxième spectacle le 9 août 2022.
Il est diplômé de la Hochschule für Musik und Theater München.

## Répertoire
- Bidoukhal
- Chatha
- Ya Weldi
- Tabaani
- Tayer
- Hoah
- 3echka
- We Are Tunisia
- Salamon Bi Salem
- Taswira
- Nestana
- A Star
- Mahbouba
- Lila